# AnnMarie Wolpe
AnnMarie Wolpe (1930 – 14 tháng 2 năm 2018, nhũ danh Kantor) là một nhà hoạt động, nhà xã hội học và nhà nữ quyền người Nam Phi. Chồng của cô – Harold Wolpe, cũng là một nhà hoạt động chống phân biệt chủng tộc Nam Phi, người đã bị cầm tù cùng với Nelson Mandela.
Wolpe đã trốn khỏi Nam Phi sau khi bị bắt và thẩm vấn. Cô đã viết về thử thách của mình và cô là một trong những tập thể biên tập ban đầu của Tạp chí Nữ quyền khi nó được thành lập vào năm 1979.

## Đầu đời
AnnMarie Kantor sinh ngày 1 tháng 12 năm 1930 tại Johannesburg, con gái của Áp-ra-ham và Pauline (nhũ danh Braude) Kantor. Anh trai cô là James Kantor, bị bắt nhưng được tha bổng trong Phiên tòa Rivonia.
Kantor học tại Đại học Witwatersrand và gặp Harold Wolpe (1926 – 1996); họ kết hôn vào tháng 11 năm 1955 và có ba đứa con.

## Tại Nam Phi trước khi lưu vong
Wolpe làm việc cho xã hội viện trợ y tế Transvaal, và sau đó điều hành một quỹ đầu tư cho sinh viên châu Phi.
Harold Wolpe đã bị bắt vào tháng 7 năm 1963 cùng với Nelson Mandela và các nhà hoạt động ANC khác. Trong thời gian ở tù, AnnMarie đã nhập lậu các tập tin và các công cụ khác vào nhà tù giấu trong ổ bánh mì và một con gà nướng, và được truyền đạt bằng những ghi chú giấu trong cổ áo sơ mi mà cô được phép mang về nhà để giặt giũ. Ông trốn thoát khỏi nhà tù vào ngày 11 tháng 8 cùng với ba nhà hoạt động khác, bằng cách mua chuộc một tù nhân. Sau khi trốn thoát, AnnMarie bị bắt và thẩm vấn dã man qua đêm. Sợ bị bắt giữ thêm, cô đã bay tới Anh, để lại ba đứa con (sáu tuổi, năm tuổi và sáu tháng tuổi, đứa bé nhất hồi phục sau khi bị viêm phổi nghiêm trọng) với bạn bè gia đình. Những đứa trẻ đã đoàn tụ với cô trong vòng vài tuần và chồng cô đã đến Anh vào tháng 10 qua Swaziland. Sau đó, cô đã viết một cuốn sách, Con đường dài về nhà, mô tả thời gian này của cuộc đời cô.